# مصور
مصوّر یکی از نام‌های خداوند و به معنای تصویرگر، تصویرساز یا نقّاش است که در سورهٔ الحشر، آیهٔ آخر به آن اشاره شده و به خالقیّت خداوند دلالت دارد .
در آیهٔ آخر سورهٔ حشر آمده است : « هو الله الخالق البارئ المصوّر له الأسماء الحسنی »